# Apatani (Sprache)
Apatani (auch Apa Tani oder Tanw) ist eine indische Sprache, die im Distrikt Lower Subansiri, Arunachal Pradesh, gesprochen wird. Apatani gehört zum tibetobirmanischen Zweig der sinotibetischen Sprachen und wird im UNESCO Atlas of the World's Languages in Danger als bedrohte Sprache mit Status „potentiell gefährdet“ (vulnerable) klassifiziert.

## Geografische Ausbreitung
Apatani gehört zur Sprachgruppe der Tani, was in der Grenzregion von Tibet, Assam, Bhutan und Burma gesprochen wird. Die Tani-Sprachen werden von ca. 600.000 Sprechern aus indigenen Völkern in Arunachal Pradesh und im nördlichen Assam gesprochen. Apatani wird vom gleichnamigen Volk der Apatani gesprochen, die in einer südlich-zentralen Region, dem Apatani Plateau, im Distrikt Lower Subansiri in Arunachal Pradesh leben. Apatani wird in sieben Dörfern im Ziro-Tal gesprochen: Hong, Hari, Biilla, Dutta, Hija, Mudang-Tage und Bamin Michi. Die Zahl der Sprecher des Apatani wird je nach Quelle auf ca. 35.000 oder 44.000 Sprecher geschätzt.
Es gibt unterschiedliche Aussagen, ob es in Apatani Dialekte gibt. Laut einer Quelle werden zwischen dem Hauptdialekt unterschieden, der in den Dörfern Biilla, Hija, Dutta, Bamin Michi und Mudang-Tage gesprochen wird, dem Hari-Dialekt (gesprochen im Dorf Hari) und dem Hong-Dialekt (gesprochen im Dorf Hong).

## Phonetik und Phonologie
Apatani hat siebzehn Konsonanten und neun Vokale. Außerdem ist Apatani eine Tonsprache.

### Konsonanten
In Apatani gibt es folgende Konsonanten:
|                        | bilabial | bilabial | labio- dental | labio- dental | dental | dental | alveolar | alveolar | post- alveolar | post- alveolar | retroflex | retroflex | palatal | palatal | velar | velar | uvular | uvular | pha- ryngal | pha- ryngal | glottal | glottal |
| ---------------------- | -------- | -------- | ------------- | ------------- | ------ | ------ | -------- | -------- | -------------- | -------------- | --------- | --------- | ------- | ------- | ----- | ----- | ------ | ------ | ----------- | ----------- | ------- | ------- |
| stl.                   | sth.     | stl.     | sth.          | stl.          | sth.   | stl.   | sth.     | stl.     | sth.           | stl.           | sth.      | stl.      | sth.    | stl.    | sth.  | stl.  | sth.   | stl.   | sth.        | stl.        | sth.    |         |
| Plosive                | p        | b        |               |               |        |        | t        | d        |                |                |           |           |         |         | k     | g     |        |        |             |             |         |         |
| Nasale                 |          | m        |               |               |        |        |          | n        |                |                |           |           |         |         |       | ŋ     |        |        |             |             |         |         |
| Vibranten              |          |          |               |               |        |        |          |          |                |                |           |           |         |         |       |       |        |        |             |             |         |         |
| Taps/Flaps             |          |          |               |               |        |        |          | ɾ        |                |                |           |           |         |         |       |       |        |        |             |             |         |         |
| Frikative              |          |          |               |               |        |        | s        |          |                |                |           |           | ç       | ʝ       | x     |       |        |        |             |             | h       |         |
| laterale Frikative     |          |          |               |               |        |        |          |          |                |                |           |           |         |         |       |       |        |        |             |             |         |         |
| Approximanten          |          |          |               |               |        |        |          |          |                |                |           |           |         |         |       |       |        |        |             |             |         |         |
| laterale Approximanten |          |          |               |               |        |        |          | l        |                |                |           |           |         | ʎ       |       |       |        |        |             |             |         |         |

### Vokale
In Apatani gibt es folgende Vokale:
|                  | vorne | vorne | fast vorne | fast vorne | zentral | zentral | fast hinten | fast hinten | hinten | hinten |
| ung.             | ger.  | ung.  | ger.       | ung.       | ger.    | ung.    | ger.        | ung.        | ger.   |        |
| geschlossen      | i     |       |            |            | ɨ       |         |             |             |        | u      |
| fast geschlossen |       |       |            |            |         |         |             |             |        |        |
| halbgeschlossen  | e     |       |            |            |         |         |             |             |        | o      |
| mittel           |       |       |            |            |         |         |             |             |        |        |
| halboffen        |       |       |            |            |         |         |             |             |        |        |
| fast offen       |       |       |            |            |         |         |             |             |        |        |
| offen            |       |       |            |            | a       |         |             |             |        |        |

Anmerkung: In der Literatur wird unter anderem der (eigentlich vordere) Vokal /a/ genannt, P.T. Abraham beschreibt ihn aber als offenen zentralen Vokal.

### Tonsystem
Apatani hat ein Tonsystem, d. h. die Art des Tones bewirkt einen Bedeutungsunterschied. Das folgende Beispiel geht von einem dreistufigen Tonsystem aus: So bedeutet ami mit steigendem Ton 'Katze', mit gleichbleibendem Ton 'Auge' und mit fallendem Ton 'Schwanz'. Es gibt jedoch auch Autoren, die von einem zweistufigen Tonsystem ausgehen (nur steigender vs. fallender Ton).

## Grammatik
Die Haupteinheit in Apatani wie auch in anderen Sprachen in Aruchanal Pradesh ist die Silbe. Grammatische Kategorien wie Kasus und Numerus werden durch Hinzufügen weiterer Formen gebildet. Dalvinder Singh Grewal klassifiziert die Sprachen als agglutinierende Sprachen. Apatani kennt als Wortbildungsprozesse die Hinzufügung von Präfixen und Suffixen, Reduplikation und Komposition. Eine Eigenart von Apatani wie auch von anderen Sprachen in Aruchanal Pradesh ist die Möglichkeit, Körperteile durch Präfixe und Suffixe genauer zu bezeichnen: So bedeutet alak 'Hand' in Apatani, lak-cin 'Finger' und lak-do 'Nagel'.
In Apatani findet man als Wortarten Substantive und Verben. Adjektive werden z. B. von P. T. Abraham nicht als eigenständige Wortart in Apatani gesehen. Stattdessen gibt es Verben, die auch als Adjektive verwendet werden. Verben bestehen in Apatani überwiegend nur aus einer Silbe, aber es ist möglich, dem Hauptverb weitere Verben hinzuzufügen, um seine Bedeutung zu ändern. So kann das Verb ca (dt. 'klettern') an andere Verben angehängt werden, um die Bedeutung 'nach oben bewegen' hinzuzufügen: luca (dt. 'nach oben bewegen, um etwas mitzuteilen'), mɨca (dt. 'nach oben bewegen, um etwas zu tun'), bica (dt. 'nach oben bewegen, um etwas zu geben').
In Apatani gibt es vier Arten von Tempora: nicht-nahe Vergangenheit, nahe Vergangenheit, nahe Zukunft, nicht-nahe Zukunft. Ein Präsens wie im Englischen oder in Hindi gibt es nicht. Eine Negation kann man in Apatani mit dem negativen Verb ma oder nyima bilden: insi alyi ma (wörtlich: dies Schwein + (negativ), dt. 'Dies ist kein Schwein')
Apatani hat sieben Fälle: Nominativ (Subjekt), Akkusativ (Objekt), Instrumental, Dativ (Absicht), Ablativ, Genitiv (Possessiv) und Lokativ.  Diese Kasus werden in Apatani durch Suffixe angezeigt, z. B. hi für Nominativ, mi für Akkusativ oder ka für den Genitiv. Ein grammatisches Geschlecht (Genus) spielt in Apatani keine Rolle; es gibt nur einige wenige Wörter wie milo (dt. 'Ehemann') oder mihi (dt. 'Ehefrau') die ein natürliches Geschlecht haben. Das Suffix bo/po wird verwendet, um Maskulinum anzuzeigen und ni für Femininum.
Apatani ist eine SOV-Sprache, d. h., der Satz hat den Aufbau Subjekt-Objekt-Verb.

## Schrift
Die Apatani-Schrift basiert auf dem lateinischen Alphabet. Das Alphabet für Apatani wurde vom Apatani Language Development Committee (ALDC) entwickelt, das von der Apatani Cultural and Literary Society (ACLS) gegründet wurde.

### Allgemeine Beschreibungen und Grammatiken
- P.T. Abraham: Apatani Grammar. Central Institute of Indian Languages, Mysore 1985.
- Christopher Moseley (Hrsg.): Atlas of the World’s Languages in Danger, 3. Auflage. Paris, UNESCO Publishing, 2010. (Online-Version)
- I. M. Simon: An Introduction to Apatani. Government of India Press, Gangtok, Sikkim 1972.
- Dalvinder Singh Grewal: Tribes of Arunachal Pradesh: Identity, Culture, and Languages. South Asia Publications, Delhi 1997, ISBN 81-7433-019-4.
- Jackson T.-S. Sun: Tani Languages. In: Graham Thurgood, Randy J. LaPolla (Hrsg.): The Sino-Tibetan Languages. Routledge, London 2003, ISBN 0-7007-1129-5.

### Wörterbücher
- Pascal Bouchery: Dictionary of the Apatani Language. Apatani Language Project 2009.
- P. T. Abraham: Apatani-English-Hindi Dictionary. (CIIL Dictionary Series, 3.) Central Institute of Indian Languages, Mysore 1987.

### Ethnologisches
- Christoph von Fürer-Heimendorf: The Apa Tanis and Their Neighbours. Routledge & Kegan Paul, London 1962.

### Linguistische Klassifikation
- Tianshin Jackson Sun: A Historical-Comparative Study of the Tani (Mirish) Branch in Tibeto-Burman. Dissertation, University of California at Berkeley, 1993.